# 花背黿
花背黿（學名：Pelochelys bibroni），又名新幾內亞黿、紐幾內亞黿，是鼋屬下的一種生物，
發現於西新幾內亞和巴布亞新幾內亞等地，在澳大利亞也有其蹤跡。它是最大的淡水龜之一。